# Bullockornis

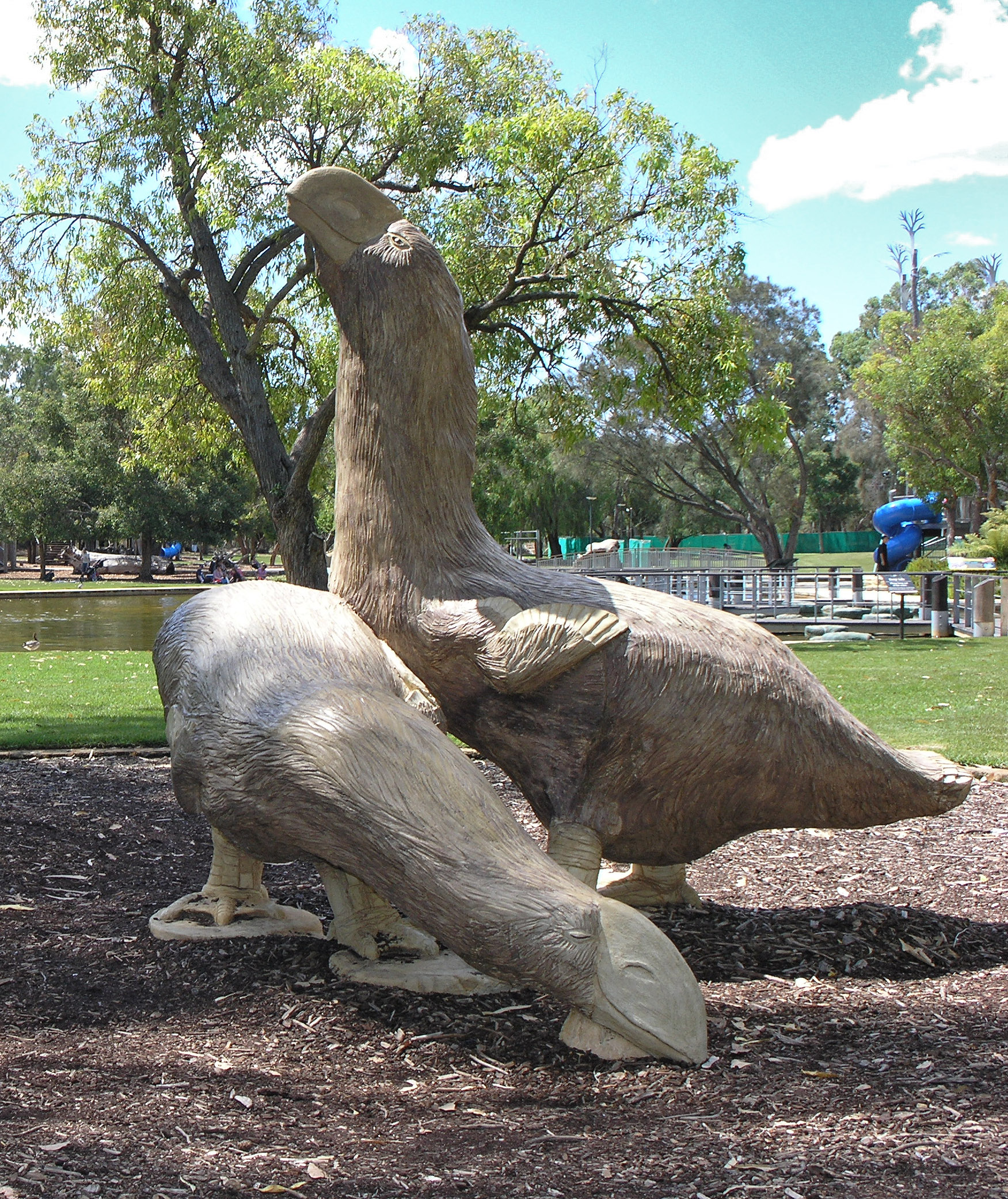
Reconstrucción de una pareja de Bullockornis planei.

Bullockornis planei, llamado a veces "pato demonio" es un género extinto de ave no voladora de la familia Dromornithidae que vivió a mediados del Mioceno, hace aproximadamente 15 millones de años, en lo que ahora es Australia. Bullockornis medía aproximadamente 2,6 metros de altura, y puede haber llegado a pesar 500 kilogramos. Las características del cráneo de Bullockornis, incluyendo un enorme pico adaptado a cortar, indican que el ave puede haber sido carnívora. Dicho cráneo es mayor que el de muchos caballos pequeños. Varios paleontólogos, incluyendo a Peter Murray del Museo Central Australiano, creen que Bullockornis estaba relacionado con los gansos y patos. Esto, unido al enorme tamaño del ave y a sus posibles hábitos carnívoros, han originado su notorio apodo. Por su parte, el nombre científico del género significa "ave buey".